# Coryphospingus
Coryphospingus és un gènere d'ocells de la família dels tràupids (Thraupidae). Segons la Classificació del Congrés Ornitològic Internacional (versió 14.2, 2024) aquest gènere està format per dues espècies:
- Coryphospingus pileatus - sit crestat gris.
- Coryphospingus cucullatus - sit crestat rogenc.